# Reuven Ramaty

Reuven Ramaty, fotografie din 1972

Reuven Ramaty (în ebraică ראובן רמתי, numele la naștere Reiter, n. 25 februarie 1937, Timișoara - d. 8 aprilie 2001, Silver Spring, SUA) astrofizician american-israelian de etnie română. 

## Copilăria și tinerețea
S-a născut în 1937 la Timișoara ca fiu al lui Michael Reiter și al lui Elise, născută Markowitz. În 1948 a emigrat cu familia în Israel, unde și-a ebraizat numele. Ramaty a studiat la Universitatea din Tel Aviv, unde a luat licența în fizică, apoi a predat vreme de trei ani la un liceu. Apoi a plecat în Statele Unite, unde, într-un termen record de doi ani, și-a terminat doctoratul în fizica planetară și a spațiului la Universitatea California Los Angeles (UCLA).

## Continuarea activității științifice
În 1967, el s-a alăturat Centrului Goddard de Zboruri Spațiale, unde a lucrat vreme de 30 ani, devenind unul din principalii săi teoreticieni. Ramaty a fost șeful departamentului de teorie al Centrului Goddard între anii 1980-1993. În anul 1983 a fost numit profesor adjunct de fizică la Universitatea Maryland. Ramaty a adus o contribuție importantă la studiul fizicii exploziilor solare, al astronomiei  radiațiilor gamma și al radiațiilor cosmice.
Alături de cel care a fost colaboratorul său o vreme îndelungată. Richard Lingenfelter, a fost printre inițiatorii astronomiei radiațiilor gama, folosind abundența de elemente din Soare si determinând modul de producere al exploziilor solare. Vreme de 30 de ani ei și-au perfectionat tehnicile de cercetare pe care le-au inițiat în anul 1967.     Ramaty a fost principalul cercetător în cadrul a patru inițiative ale NASA bazate pe teorie, și a fost cercetător oaspete în mai mult misiuni științifice spațiale. Pe parcursul anilor 1970-1980 interpretările date de Ramaty datelor cu prvire la radiațiile gamma obținute din misiunile COS-B, SAS și HEAU-C au călăuzit dezvoltarea Observatorului de radiatii gamma Compton. Lui Ramaty i se datorează in mare parte si succesul Misiunii Solar Maximum si al misiunii Imagerului Spectroscopic de Înaltă Energie Solară HESSI.
În afară de limbile maghiara și româna pe care le stăpânea din copilărie, Ramaty a învățat să vorbească cursiv și ebraica, engleza și franceza, de asemenea a studiat germana, italiana și japoneza. A avut peste 200 de articole și lucrări științifice.

## Premii și onoruri
- 1975 - Premiul Fundației Alexander von Humboldt pentru oameni de știință americani
- 1980 - Premiul NASA pentru realizări științifice de excepție
- 2001 - Premiul Yodh al Comisiei pentru Radiații Cosmice a Uniunii Internaționale de Fizică Pură și Aplicată